# Le belve (Winslow)
Le belve è un romanzo scritto da Don Winslow, pubblicato nel 2010 ed edito in Italia da Einaudi nel 2011. I tre protagonisti, Ben, Chon e Ophelia, sono presenti anche nel prequel I re del mondo, pubblicato nel 2012 nonché nel racconto Paradise contenuto nella raccolta Broken pubblicata nel 2020: Paradise si colloca in un tempo narrativo compreso tra le vicende narrate ne I re del mondo e quelle presenti ne Le Belve, infatti ha come sottotitolo L'avventura intermedia di Ben, Chon e O.

## Trama
Chon è un giovane reduce della guerra in Afganistan che abita in una lussuosa villa a Laguna Beach insieme al botanico con manie da filantropo Ben e a Ophelia (soprannominata "O"), figlia nullafacente di una donna depressa che colleziona mariti multimilionari.
I tre ragazzi, legati da un triangolo amoroso, vivono grazie alla produzione e smercio di una qualità speciale di marijuana coltivata da Ben. Tutto sembra andare per il meglio quando Elena, soprannominata "La Reina", a capo del cartello di Baja, decide di entrare in affari con Ben e Chon, la cui marijuana è la più apprezzata in tutta la California meridionale.
Ben e Chon preferirebero non entrare in affari con i criminali messicani, ma si vedono obbligati a farlo quando Lado, braccio destro di Elena, rapisce Ophelia e la rinchiude in un luogo sconosciuto. Elena avvisa i due ragazzi: rivedranno Ophelia viva solo se saranno disposti a lavorare per lei per tre anni (durante i quali Ophelia rimarrà suo ostaggio) oppure se pagheranno un riscatto di venti milioni di dollari.
Ben e Chon decidono di pagare il riscatto e per racimolare la somma richiesta vendono casa e altri beni accumulati negli anni, poi iniziano a rapinare gli stessi sgherri del cartello di Baja. Lado sospetta subito che dietro a questi furti ci sia lo zampino di Ben e Chon, e comincia a indagare per trovare prove certe per incastrarli.
Una volta che Lado è certo della loro colpevolezza, attraverso una mail rivela ai due ragazzi che Elena, conosciuti i fatti, ha condannato a morte Ophelia. A questo punto Ben e Chon, grazie ad alcune soffiate di un poliziotto corrotto, rintracciano la figlia di Elena, Magda, che studia in una università californiana, la rapiscono e propongono a Elena uno scambio di ostaggi.
Lo scambio avviene nel bel mezzo del deserto nel sud della California, ma si trasforma ben presto in una sanguinosa sparatoria che vede soccombere Ben, Elena e Lado. Magda riesce a fuggire, mentre Chon e Ophelia vanno volontariamente in overdose da morfina per morire accanto al loro compagno Ben.

## Edizioni
- Don Winslow, Le belve, Einaudi, 2011,  p. 456, ISBN 978-88-06-20770-0.

## Adattamenti
Il regista Oliver Stone ha tratto da questo romanzo un omonimo film uscito nelle sale nel 2012.
Sebbene la pellicola risulti piuttosto fedele al romanzo di Winslow, sono presenti alcune differenze:
- nel film la madre di Ophelia non compare mai ed è citata solo di sfuggita, mentre nel romanzo è un personaggio secondario di un certo rilievo la cui personalità aiuta a capire i problemi e la visione del mondo della figlia, che l'ha ribattezzata Paqu (acronimo di Passive Aggressive Queen of the Universe, ovvero Regina passivo-aggressiva dell'Universo)
- il romanzo si conclude con la morte di tutti i protagonisti durante lo scambio di ostaggi, invece nel film Lado, in accordo con la DEA, fa arrestare Elena e diventa (insieme a El Azul, storico avversario della famiglia Lauter) il nuovo boss del cartello di Baja, mentre Ben, Chon e Ophelia vanno a vivere in Indonesia.
- nel film le rapine di Ben e Chon ai danni dei criminali messicani avvengono con il supporto di ex-commilitoni di Chon, mentre nel libro i due ragazzi se la cavano da soli. Inoltre durante le rapine nel romanzo, Ben e Chon indossano di volta in volta maschere di attori, cantanti e politici, mentre nel film usano sempre maschere folkloristiche messicane.
- grazie a una frode informatica, Ben e Chon fanno credere che Alex, un collaboratore di Lado, abbia eseguito le rapine. Lado decide che Alex deve morire e che sarà Ben a ucciderlo: nel libro l'esecuzione avviene con due colpi di pistola, nel film Alex viene arso vivo.
- nel film il poliziotto corrotto Dennis ha una moglie malata di cancro, mentre nel romanzo la moglie non è malata.